# Peptide de pénétration cellulaire
Un peptide de pénétration cellulaire (CPP) est un peptide court pouvant traverser la membrane plasmique d'une cellule pour atteindre le cytoplasme de cette dernière. Lorsqu'ils sont liés à un tel peptide, de manière covalente ou non, une protéine de fusion, un acide nucléique ou une nanoparticule peuvent ainsi franchir la membrane plasmique et pénétrer dans la cellule,,. Ceci permet par exemple d'introduire des cytostatiques, des antiviraux, des produits de contraste, voire des boîtes quantiques dans des cellules vivantes. Cette propriété a été découverte en 1988 en observant que la protéine Tat (en) du VIH est absorbée par différents types de cellules en culture cellulaire. D'autres exemples de telles protéines ont par la suite été observés. L'intérêt de tels peptides est notamment de permettre l'absorption cellulaire de protéines polycationiques telles que des anticorps anti-ADN ou des histones, ce qui est sinon impossible.
Les peptides de pénétration cellulaire présentent généralement deux types de séquences : il peut s'agit d'un peptide polycationique avec une séquence riche en résidus d'acides aminés chargés positivement comme la lysine ou l'arginine, ou bien d'un peptide amphiphile avec une séquence faisant alterner des résidus polaires électriquement chargés et des résidus apolaires hydrophobes. Un troisième type est dit hydrophobe et ne contient que des résidus apolaires électriquement peu chargés ou hydrophobes qui sont déterminants pour l'absorption cellulaire,.
On a par ailleurs observé que les papillomavirus, comme le papillomavirus humain, utilisent des peptides de pénétration cellulaire pour franchir le système endomembranaire une fois parvenus à l'intérieur de la cellule, ce qui leur permet d'atteindre le noyau.

## Mécanismes de pénétration cellulaire
Les peptides de pénétration cellulaire présentent des tailles, des séquences et des charges électrique variables, mais tous ont la particularité de traverser la membrane plasmique des cellules et de faciliter le transfert de diverses molécules dans le cytoplasme ou dans des organites. Il n'y a pas de consensus sur le mécanisme de la translocation membranaire de ces peptides, qui sont un domaine de recherches actives,. Les théories à ce sujet peuvent être classées en trois principaux types de mécanismes : l'entrée par pénétration directe à travers la membrane, l'entrée par endocytose, et la translocation à travers une structure temporaire.
Le fait que les peptide de pénétration cellulaire puissent permettre à une grande diversité de molécules de franchir la membrane plasmique les rend aptes à de nombreuses applications en médecine, comme systèmes d'administration de médicaments pour traiter diverses maladies, y compris des cancers, pour administrer des antiviraux, ou encore pour faire entrer des produits de contraste à l'intérieur des cellules pour le marquage de leurs structures internes ; de tels produits de contraste sont par exemple la protéine fluorescente verte, les produits de contraste pour IRM, ou encore des boîtes quantiques.

### Pénétration directe à travers la membrane plasmique
La majorité des études les plus anciennes suggéraient que la translocation des peptides de pénétration cellulaire polycationiques à travers les membranes biologiques était le fait d'un processus cellulaire qui ne requiert pas d'énergie. On pensait que la translocation pouvait se produire à 4 °C en impliquant très certainement une interaction électrostatique directe avec les phospholipides, chargés négativement. Plusieurs modèles ont été proposés pour expliquer les mécanisme biophysique à l'œuvre dans un tel processus ne requérant pas d'apport énergétique. Bien que les peptides de pénétration cellulaire induisent des effets directs sur les propriétés biophysiques des membranes biologiques, l'observation d'éléments de fixation lors de l'utilisation de protéines marquées par fluorescence a conduit à revoir les mécanismes alors proposés. Ces études suggérèrent que le mode de translocation repose davantage sur l'endocytose.
La pénétration directe a été proposée pour la protéine Tat (en). La première étape dans ce modèle est une interaction entre la membrane et la protéine de fusion Tat non repliée, ce qui a pour effet de rompre suffisamment la membrane pour laisser passer la protéine de fusion, qui se replierait ensuite une fois internalisée à l'aide d'un système chaperon. Ce mécanisme n'a pas fait consensus, et d'autres mécanismes ont été proposés, impliquant une endocytose à l'aide de clathrine,.
Bien d'autres mécanismes d'absorption cellulaire de tels peptides ont été proposés, notamment la formation transitoire de pores,,,,. Ces mécanismes font intervenir des interactions fortes entre les peptides de pénétration cellulaire d'une part et les groupes phosphate des deux feuillets de la bicouche lipidique d'autre part, l'insertion de chaînes latérales d'arginine qui entraînent la nucléation d'un pore transitoire dans la membrane, et enfin la translocation du peptide par diffusion sur la surface du pore. Ces mécanismes expliquent comment la coopération entre peptides, la charge électrique fortement positive et notamment les groupes guanidinium, contribuent à l'absorption.

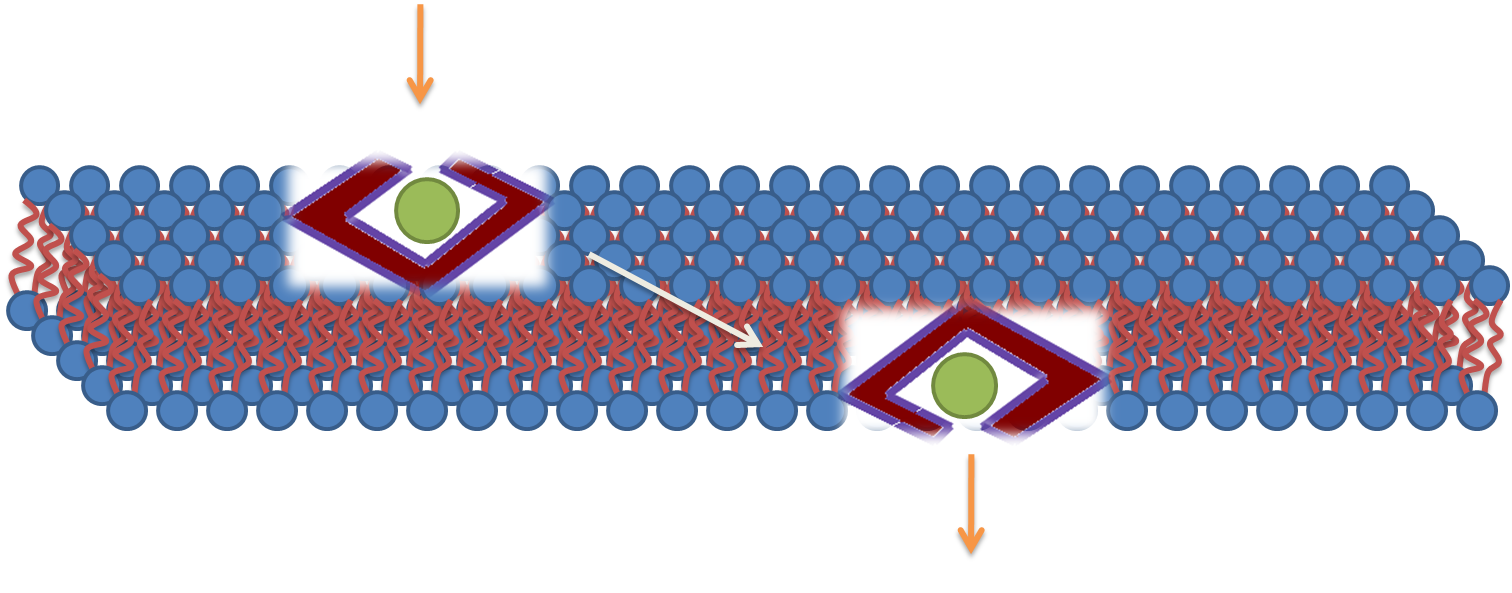
Représentation schématique d'une translocation transmembranaire par pénétration directe.

### Pénétration par endocytose
L'endocytose est le processus d'ingestion cellulaire d'une particule par lequel la membrane plasmique se replie en formant une invagination qui se referme en formant une vésicule dans laquelle est enfermée la particule à internaliser. La plupart des études sont menées par fluorescence ou à l'aide d'inhibiteurs d'endocytose. La préparation de ces échantillons est cependant susceptible d'altérer les informations relatives à l'endocytose. On a pu montrer que l'internalisation d'analogues du transportane ou de la pénétratine, riches en arginine comme la protéine Tat, est un processus distinct de la translocation et qui consomme de l'énergie. Il est amorcé par des polyarginines interagissant avec le sulfate d'héparane de protéoglycanes. La protéine Tat est internalisée par une forme d'endocytose appelée macropinocytose,.
S'il a été montré que des mécanismes d'endocytose interviennent dans l'internalisation des peptides de pénétration cellulaire, on a également proposé que différents mécanismes puissent intervenir en même temps, comme le suggère le comportement de la pénétratine et du transportane, qui fait intervenir simultanément des mécanismes d'endocytose et de pénétration directe par translocation,.

### Translocation par formation d'une structure transitoire
Ce mécanisme repose sur la formation de micelles inversées dans les membranes plasmiques à traverser. Les micelles inversées sont des agrégats de tensioactifs colloïdaux dans lesquels les groupes polaires sont orientés vers l'intérieur et les groupes lipophiles sont orientés vers l'extérieur au contact du solvant. Selon ce modèle, un dimère de pénétratine se lie à des phospholipides chargés négativement, ce qui conduit à la formation d'une micelle inversée au sein de la bicouche lipidique. Cette micelle permet à la pénétratine de baigner dans un milieu hydrophile pendant qu'elle franchit le milieu lipidique de la membrane,,. Ce mécanisme demeure néanmoins débattu car la distribution de la pénétratine de part et d'autre de la membrane n'est pas symétrique, ce qui engendre un champ électrique susceptible d'entraîner un phénomène d'électroporation lorsque la concentration de pénétratine à l'extérieur de la membrane atteint un seuil critique.

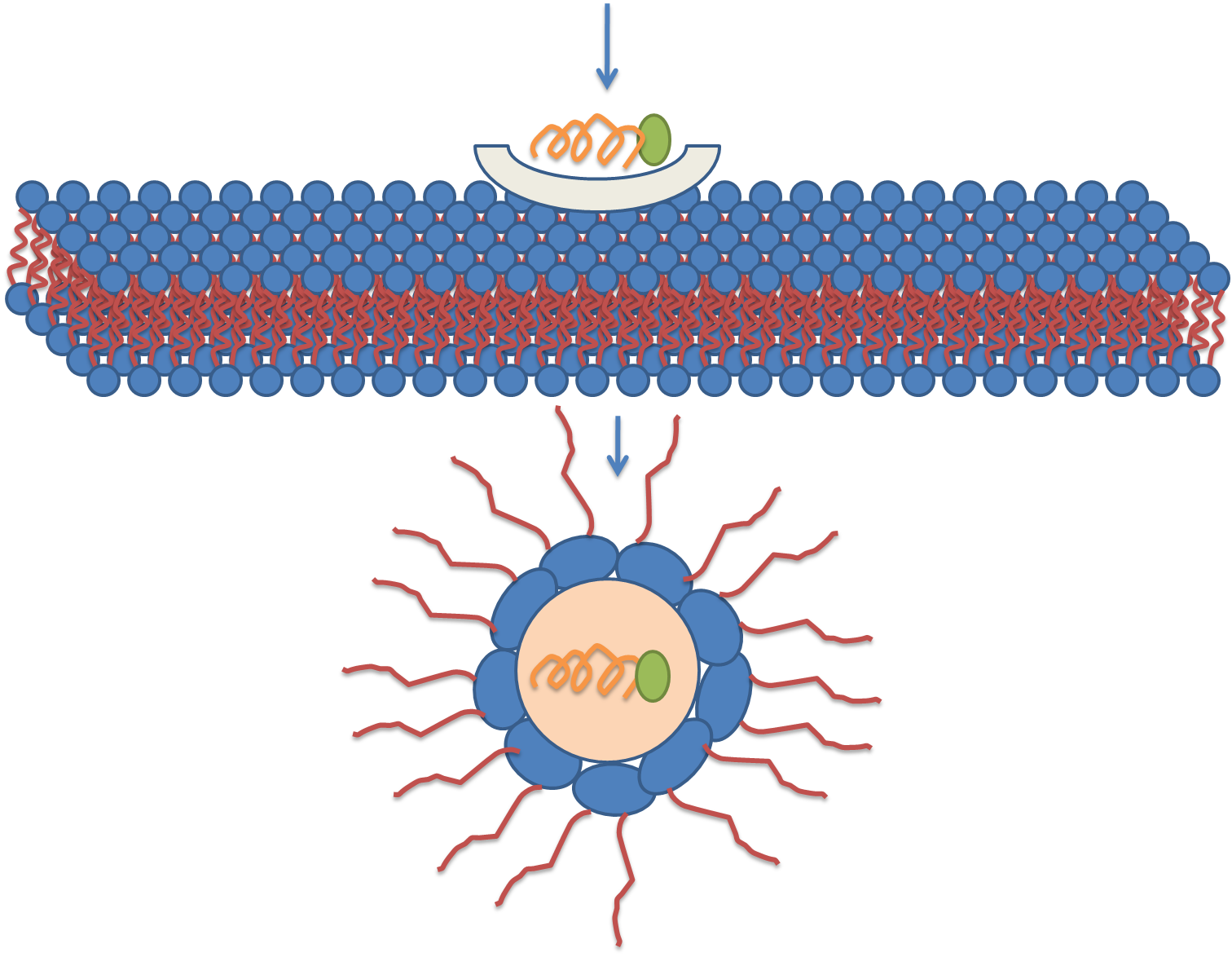
Représentation schématique d'une translocation transmembranaire par micelle inversée.